# アリルグリシン

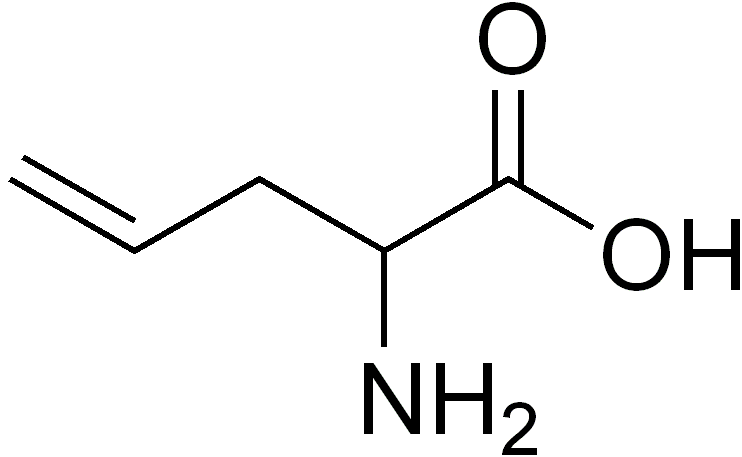
アリルグリシンの構造式

アリルグリシン（Allylglycine）はグリシンの誘導体の一つ。テングタケ、タマシロオニタケなどのテングタケ科のキノコに含まれる毒成分の一つである。
アリルグリシンは、グルタミン酸デカルボキシラーゼ（GAD）の酵素阻害剤である。グルタミン酸デカルボキシラーゼが阻害されることによりGABAの生合成が抑制され、結果神経伝達物質の量が低下すると考えられている。動物実験において、アリルグリシンはおそらくGAD阻害活性によると見られる痙攣発作を引き起こすことが知られている。